# هيلينا كارول
هيلينا كارول (بالإنجليزية: Helena Carroll)‏ هي ممثلة بريطانية، ولدت في 13 نوفمبر 1930 بغلاسكو في المملكة المتحدة، وتوفيت في 31 مارس 2013 بلوس أنجلوس في الولايات المتحدة.

## وصلات خارجية
- هيلينا كارول على موقع IMDb (الإنجليزية)
- هيلينا كارول على موقع قاعدة بيانات برودواي على الإنترنت (الإنجليزية)
- هيلينا كارول على موقع قاعدة بيانات الفيلم (الإنجليزية)